# Kees Boeke
Pour l’article homonyme, voir Kees Boeke (musicien).
Kees Boeke, officiellement Cornelis Boeke, né le 25 septembre 1884 à Alkmaar (Pays-Bas) et mort le 3 juillet 1966 à Abcoude (Pays-Bas), est un pédagogue et militant pacifiste chrétien néerlandais, membre de la Société religieuse des Amis (quakers), gendre du fils du fondateur de l'entreprise agroalimentaire britannique Cadbury, une famille quaker.

## Biographie

### Les débuts
De famille mennonite, il suit des études d'ingénieur à Delft puis se rend en Angleterre en 1909. Il y fait la connaissance des quakers, adhère à ce mouvement religieux pacifiste et suit une formation de missionnaire.
En 1911, il épouse Beatrice Cadbury (1884-1976), fille de Richard Cadbury (le fondateur de Bournville) et petite-fille de John Cadbury, fondateur de l'entreprise du même nom. De 1912 à 1927, ils auront huit enfants.
De 1912 à 1914, il dirige l'école quaker de Broummana au Liban (Brummana High School (en)). Les Boeke rentrent ensuite en Angleterre,.

### Le pacifiste chrétien
Ils deviennent actifs dans le travail pour la paix dès le déclenchement de la Première Guerre mondiale, conflit dans lequel les Pays-Bas restent neutres. Ils sont partie des débuts de la Fellowship of Reconciliation en Angleterre.
En 1915, Kees Boeke se rend en Allemagne et y rencontre Friedrich Siegmund-Schultze et Elisabeth Rotten, puis retourne en Angleterre où il exprime publiquement son point de vue pacifiste : « Les Allemands sont nos frères ; Dieu n'a pas créé l'Homme pour qu'il tue ; la guerre se terminera quand tous les soldats baisseront les armes ». Expulsé, il rentre aux Pays-Bas et la famille s'installe à Bilthoven qui devient rapidement un centre pacifiste, Het Boschhuis (« la maison dans la forêt »), où ont lieu les cultes quakers. 
Ils sont plusieurs fois emprisonnés à cause de leur propagande anti-guerre.
En décembre 1918, ils créent l'association Broederschap in Christus (BiC) (« Fraternité en Christ »),,.
En 1920, l'endroit étant devenu trop petit, on construit Het Broederschapshuis (« La maison de la fraternité »), selon des principes spécifiques : l'architecte est moins bien payé que les artisans ayant charge de famille, et la maison n'a pas de serrures.

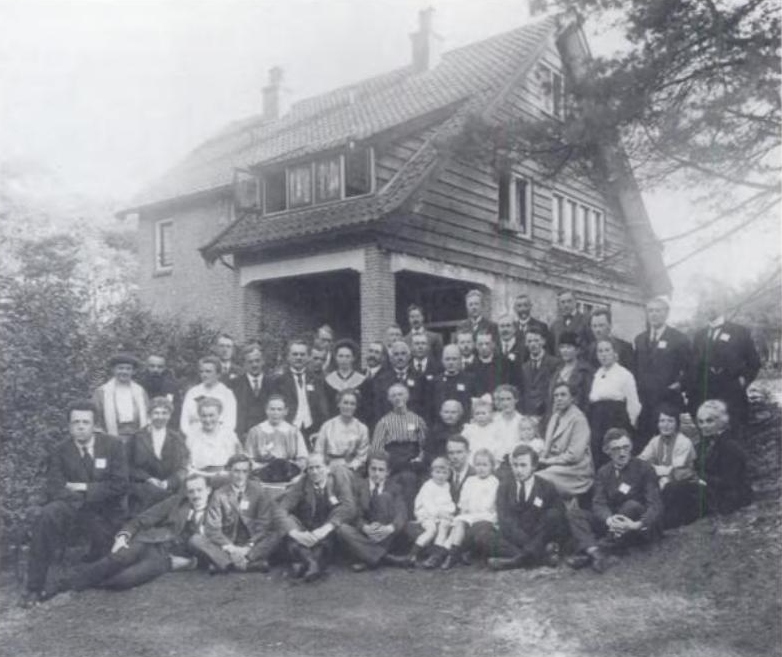
Rencontre fondatrice du MIR en 1919 à Bilthoven.

Proches de Henry Hodgkin, les Boeke organisent les rencontres de Bilthoven qui, de 1919 à 1921, donnent lieu au lancement de mouvements tels que le Mouvement international de la réconciliation en 1919, le Service civil international en 1920 et le mouvement PACO en 1921 (qui devient en 1923 l'Internationale des Résistants à la Guerre). Ces trois mouvements sont encore actifs de nos jours.

### Relations avec l'entreprise Cadbury
Beatrice se questionne sur les dividendes qu’elle reçoit annuellement de l’héritage venant de sa famille Cadbury, qui s’élèvent à environ trois mille livres sterling, vingt fois plus que le revenu annuel d’un ouvrier qualifié des usines de Bournville. Elle trouve cette situation « immorale ». Lors d’une rencontre durant l’été 1920 en Suisse avec Leonhard Ragaz (leader chrétien-social, qui a participé à la conférence de 1919 à Bilthoven), elle décide de renoncer à ses actions Cadbury (suivant en cela l’exemple de Pierre Ceresole). Son idée est très mal reçue par sa famille et par le Conseil d’entreprise, mais elle insiste et finalement un « Fonds Boeke » (Boeke Trust) est créé en 1922. Les Boeke seront soutenus par ce fonds, directement mais aussi parfois à leur insu. D’autres aides viennent de la famille de Beatrice, des amis néerlandais, des « amis de la Réconciliation ».

### Radicalisation
Les prêches pacifistes en public mènent les Boeke en prison. Leur refus de payer les impôts entraîne une saisie de leurs biens en mars 1922. Perdant le soutien des groupes dans lesquels ils sont engagés, ils s’en éloignent et démissionnent même de la Société des Amis (quakers), pour mettre en priorité l’engagement « humanitaire ». Beatrice note : « (We) were drawn more to seek friends among those who did not call themselves Christians but who sought to shape their lives on purely humanitarian principles » (nous avons été amenés à chercher des amis parmi ceux qui ne se disaient pas chrétiens mais qui cherchaient à modeler leur vie sur des principes purement humanitaires). Kees rédige le manifeste Break with the State, un refus de l’autorité de l’État. Dès lors, ils ne payeront plus d’impôts, ni d’assurances vieillesse, ne prendront plus le train, n’utiliseront plus les services postaux, renonceront à leurs passeports, et par cohérence ils ne feront pas appel à la police. Dès 1923 ils n’utilisent plus d'argent. Jusqu'à finalement vivre sous tente entre des peines de prison, car des squatteurs ont envahi leur maison dont les portes n’étaient plus fermées à clé. La situation s’aggrave encore et en 1926, quand le frère aîné Barrow Cadbury et sa femme Geraldine viennent à Bilthoven et passent une nuit sous tente avec les Boeke, Beatrice abandonne toute résistance. Une nouvelle maison est louée dans un quartier ouvrier pour le couple et leurs sept enfants âgés de 3 à 14 ans, une amie aide à s’occuper des enfants,.

### Le pédagogue
Leur situation de « hors-la-loi » étant devenue intenable, Kees Boeke se tourne à l’âge de 42 ans vers la pédagogie, créant une petite école alternative, d’abord pour leurs propres enfants : De Werkplaats (L’Atelier). Il y applique les pratiques pédagogiques les plus innovantes de l'époque, inspirées des théories de Maria Montessori. Les règles de l'école sont fondées sur la prise de décision par consensus, avec enfants et adultes. Le matériel didactique est personnalisé pour permettre à chaque enfant de progresser à son rythme. Les enfants participent à l’entretien de ce qui devient « leur » école,. Un bâtiment est construit par l'architecte Frants Röntgen.
Gerard Endenburg, théoricien de la sociocratie, a été élève de Kees Boeke de 1943 à 1948 ; les filles de la reine Juliana des Pays-Bas, dont la reine Béatrix, y ont également été élèves.